# Кіуруш
Кіуруш (рум. Chiuruș) — село у повіті Ковасна в Румунії. Адміністративно підпорядковане місту Ковасна.
Село розташоване на відстані 154 км на північ від Бухареста, 28 км на схід від Сфинту-Георге, 46 км на північний схід від Брашова.

## Населення
За даними перепису населення 2002 року у селі проживали 433 особи, з них 432 особи (99,8%) угорців. Рідною мовою 432 особи (99,8%) назвали угорську.